# Carlos Cambronero
Carlos Cambronero y Martínez (Madrid, 20 novembre 1849 - 15 décembre 1913) est un historien, essayiste et écrivain espagnol. 

## Biographie
Son dévouement à sa ville natale lui vaut divers emplois et titres, ainsi que celui de chroniqueur de la Villa de Madrid. Son ouvrage « Les rues De Madrid. Nouvelles, traditions et curiosités », écrit en collaboration avec Hilario Peñasco de la Puente et publié en 1889, est considéré un classique de la littérature municipale de la capitale espagnole.
Il est le collaborateur de Ramón de Mesonero Romanos aux Archives municipales de la Ville, avant d'assurer la direction de la Bibliothèque municipale de Madrid. Entre 1889 et 1913, date de sa mort, il porte le titre de chroniqueur majeur et officiel de la ville de Madrid,,. En qualité d'archiviste, il prépare l'édition de quatre tomes de « Documents des Archives de la Ville de Madrid » (1808-1909), en collaboration avec Timoteo Dimanche Palais. Il est mort le 15 décembre 1913.

## Œuvres
- Las calles De Madrid. Noticias, tradiciones y curiosidades (1889) (en collaboration avec Hilario Peñasco de la Puente);
- Isabel II, íntima (1908);
- José Bonaparte, el rey intruso. Apuntes históricos referentes a su gobierno en España (1908);
- Las Cortes de la Revolución, Alzamiento de las Comunidades de Castilla (1908);
- Crónicas del tiempo de Isabel II